# Union Association
Union Association var en Major League Baseball-liga, der eksisterede i kun én sæson, 1884. St. Louis Maroons vandt mesterskabet og blev optaget i National League den efterfølgende sæson. Ligaen havde fra starten deltagelse af otte hold. I løbet af sæsonen lukkede fire af holdene imidlertid og blev erstattet af andre hold. I slutningen af august flyttede Chicago Browns til Pittsburgh og blev til Pittsburgh Stogies.
Ligaen kategoriseres konventionelt som en major league, men denne status har været kritiseret af et antal moderne baseballhistorikere, først og fremmest Bill James i The Bill James Historical Baseball Abstract. Ligaen havde et antal major league-spillere (i det mindste på St. Louis' hold), men ligaens generelle niveau og organisation var betydeligt dårligere end i de to etablerede major leagues, National League og American Association. F.eks. opnåede ligaens stjernespiller, Fred Dunlap, aldrig tilsvarende succes i en anden major league. James fandt endvidere ud af, at samtidige Baseball Guides heller ikke anså Union Association for at være en major league. De tidligste beskrivelse af Union Association som en major league var Ernest Lanigan's The Baseball Cyclopedia, der blev udgivet i 1922.
En minor league med samme navn var aktiv i perioden fra 1911 til 1914.

## Historie
Ligaen blev grundlagt i september 1883 af den unge millionær Henry Lucas fra St. Louis. Lucas blev udnævnt til ligaens formand, mens ejeren af Philadelphia Keystones, Tom Pratt, blev næstformand og Warren W. White fra Washington Nationals sekretær.
Lucas' favorisering af sit eget hold medførte, at ligaen fra begyndelsen var dødsdømt. Han erhvervede de bedste tilgængelige spillere til sit St. Louis-hold på bekostning af resten af ligaen. Maroons vandt 94 kampen og tabte blot 19, hvilket gav en sejrsprocent på 83,2.
Den ulige konkurrence og holdenes tendens til at lukke i løbet af sæsonen var en stort problem, og ligaen blev dømt "The Onion League" af kritikerne fra de to etablerede ligaer. Fire forskellige hold lukkede i løbet af sæsonen, hvilket tvang ligaen til at erstatte dem med hold fra lavere rangerende ligaer eller helt nye hold. Altoona Mountain City var i maj det første hold der lukkede, og det blev erstattet af det nydannede Kansas City Cowboys. Efter at Philadelphia Keystones lukkede i august, hentede ligaen Wilmington Quicksteps op fra Eastern League. Quicksteps mistede mange af deres bedste spillere og forlod ligaen igen i september. Chicago-holdet var i august flyttet til Pittsburgh og lukkede ned nogenlunde samtidig med Wilmington, og holdene blev erstattet af to hold fra Northwest League, Milwaukee Brewers og St. Paul Saints. Den 15. januar 1885 var der planlagt et ligamøde i Milwaukee. Men kun repræsentanterne fra Milwaukee Brewers og Kansas City Cowboys dukkede op, og ligaen blev hurtigt nedlagt.
St. Louis Maroons var stærk nok til at blive optaget i National League i 1885, men der var skarp konkurrence i byen fra St. Louis Browns, der var en magtfaktor i American Association. Det eneste overlevende hold fra Union Association måtte derfor lukke efter 1886-sæsonen efter to sæsoner med 36 sejre og 72 nederlag henholdsvis 43 sejre og 79 nederlag. Disse tal afslører måske klasseforskellen mellem Union Association og de etablerede major leagues.

## Resultater
| Plac. | Hold                              | Kampe | Vundne | Uafgj. | Tabte | Proc.  |
| ----- | --------------------------------- | ----- | ------ | ------ | ----- | ------ |
| 1.    | St. Louis Maroons                 | 114   | 94     | 1      | 19    | 83,2 % |
| 2.    | Milwaukee Brewers                 | 12    | 8      | 0      | 4     | 66,7 % |
| 3.    | Cincinnati Outlaw Reds            | 105   | 69     | 0      | 36    | 65,7 % |
| 4.    | Baltimore Monumentals             | 106   | 58     | 1      | 47    | 55,2 % |
| 5.    | Boston Reds                       | 111   | 58     | 2      | 51    | 53,2 % |
| 6.    | Chicago Browns/Pittsburgh Stogies | 93    | 41     | 2      | 50    | 45,1 % |
| 7.    | Washington Nationals              | 114   | 47     | 2      | 65    | 42,0 % |
| 8.    | Philadelphia Keystones            | 67    | 21     | 0      | 46    | 31,3 % |
| 9.    | St. Paul Saints                   | 9     | 2      | 1      | 6     | 25,0 % |
| 10.   | Altoona Mountain Citys            | 25    | 6      | 0      | 19    | 24,0 % |
| 11.   | Kansas City Cowboys               | 82    | 16     | 3      | 63    | 20,3 % |
| 12.   | Wilmington Quicksteps             | 18    | 2      | 0      | 16    | 11,1 % |